# Оразбаев, Сабит Конырбаевич
Сабит Конырбаевич Оразбаев (род. 29 января 1936, Арыс, КазАССР) — советский и казахский актёр, театральный педагог, профессор. Народный артист Казахской ССР (1976). Заслуженный артист Республики Узбекистан (1994). Лауреат Государственной премии Казахстана (1994). Лауреат Национальный театральный премии «Сахнагер» в номинации «Сценическая жизнь» (2018).

## Биография
Родился в 1936 году в Южно Казахстанской области, в районе Арыс.
В 1959 году oкончил театральный факультет Казахская национальная консерватория имени Курмангазы.
С 1960 года по настоящее время — актёр Казахский государственный академический театр драмы имени М. О. Ауэзова. За плечами актера более 100 ролей.

## Творчество
Работал с такими мастерами театра, как Серке Кожамкулов, Шакен Айманов, Курманбек Жандарбеков, Канабек Байсеитов и многими другими. В театре играл с популярными артистами, как Нурмухан Жантурин, Идрис Ногайбаев, Ануар Молдабеков.
За время работы на сцене Казахского драматического театра им. М. О. Ауэзова им создано около 100 ролей.
Начал свой творческий путь с комедийного жанра, блистал в спектаклях «Волчонок под шапкой», «Сватья приехала» К. Мухамеджнаова, «Ох, уж эти девушки!» К. Шангытбаева и К. Байсейтова.

### Роли в театре
Казахский национальный академический театр драмы имени М. О. Ауэзова (с 1960 года):
Из казахской и мировой классики и современной драматургии:
- М. Ауэзов «Абай» (режиссер А. Мамбетов) — Магауйя;
- Г. Мусрепов «Козы Корпеш-Баян сулу» (режиссер А. Мамбетов) — Жантык;
- A.Тажибаев «Майра» (режиссер Б. Омаров) — Дурбит;
- З. Шашкин «Жаяу Муса» (режиссер Е. Обаев) — Жаяу Муса;
- К. Мухамеджанов «Волчонок под шапкой» (режиссер А. Мамбетов);
- К. Мухамеджанов «Сватья приехала» (режиссер А. Мамбетов);
- К. Шангытбаев, К. Байсеитов «Ох, уж эти девушки»(режиссер А. Мамбетов);
- А. Островский «Без вины виновытые» (режиссер А. Пашков) — Муров;
- Ш. Айтматов «Материнское поле» (режиссер А. Мамбетов) — Майсалбек;
- K. Мухамеджанов, Ш.Айтматов «Восхождение на Фудзияму» (режиссер А. Мамбетов) — Исабек;
- О. Бодыков «Узник степи» (режиссер Р. Сейтметов) — Достоевский;
- Т. Ахтанов «Клятва» (режиссер А. Мамбетов) — Абулхаир хан;
- Н. Гоголь «Ревизор» (режиссер Е. Обаев) — Городничий;
- A. Нурпеисов «Кровь и пот» (режиссер А. Мамбетов) — Суйеу;
- A. Тарази «Везучий парень» (режиссер Р. Сейтметов) — Асан;
- Д. Исабеков «Стражник тишины» (режиссер С. Асылханов) — Демесин;
- А. Чехов «Дядя Ваня» (режиссер А. Мамбетов) — Серебряков;
- А. Сулейменов «Молитвенный коврик» (режиссер А. Рахимов) — Абдинасим;
- Д. Исабеков «Транзитный пассажир» (режиссер А. Рахимов) — Айторе;
- Б. Мукай «Напрасная жизнь» (режиссер К. Сугурбеков) — Али;
- М. Гаппаров «Соленая пустыня» (режиссер Тунгышбай Аль-Тарази) — Президент;
- К. Ашир «Каин-сын Адама» (режиссер. К. Ашир) — Дьявол;
- М. Байсеркенов «Последние дни Аблай хана» (режиссер М.Байсеркенов) — Бухар Жырау;
- Ф. Буляков «Выходят бабки замуж» (режиссер А.Рахимов) — Абдулла;
- Б. Жакиев «Не делайте друг другу больно» (режиссер Е.Обаев) — Старик;

## Награды
Почётные звания:
- Заслуженный артист Казахской ССР;
- Народный артист Казахской ССР (1976);
- Заслуженный артист Республики Узбекистан (1994);[1]
- Почётный гражданин Алматы (2011);
- Почётный гражданин Южно-Казахстанская область (2011);
- Звания «Мәдениет саласының үздігі» (2014);

Премии:
- Государственная премия Республики Казахстан в области литература и искусства (1994);
- Государственная стипендия Республики Казахстан области культуры (2004);[2]
- Государственная стипендия Республики Казахстан области культуры (2016);
- Национальная театральная премия «Сахнагер» в номинации «Сценическая жизнь» (2018);

Ордены и медали
- Орден Трудового Красного Знамени;
- Орден «Парасат» (1996);
- Орден «Отан» один из высших орденов Республики Казахстан — за выдающийся вклад в развитие отечественного театрального искусства. (из рук президента РК в резиденции Акорда (2008);[3]
- Орден «Достык» 1 степени — за большие заслуги в развитии отечественной культуры и искусства и в связи с 80-летием со дня рождения. из рук президента РК (2016);[4]
- Орден «Барыс» 1 степени — за особые заслуги в развитии отечественной культуры и сценического искусства, плодотворную актерскую деятельность и в связи с 85-летием со дня рождения. (Указ президента РК от 25 января 2021 года)[5][6]